# 長防士民合議書
長防臣民合議書（ちょうぼうしんみんごうぎしょ）は、1866年1月4日、宍戸璣によって起草され、萩の土原で80万部が木版印刷され、長州藩領内に配布された書物。山口県立山口図書館など各地に所蔵されている。長州藩は寺小屋が多く、識字率は高く、ほぼ全戸に配布された。

## 解説
禁門の変により朝敵となった長州藩は武家官位を剥奪され、周防・長門を支配する正当性を失った。そのため「日本国長州藩」ではなく「長防臣民国」という独立国家という体裁をとっていた。長州藩は幕府の討伐軍を迎えるに至り、藩士だけでなく百姓に至る領内各戸に本を配布した。容量は20ページ、製本数は36万部。各戸配布に至った背景には、国内第2位の寺子屋数（約1400）を有し、識字率が高かったことが挙げられる。この合議書には「のちの世の中に志があやまって伝えられないように、すべての人がこの文書を懐に入れ戦場に立つ」という記述があるように、討伐により長州藩が改易されようとも領民に事実を伝え、語り継がせようという思惑も窺える。

## 長防臣民合議書の内容
赤穂事件において赤穂藩の浪士たちが改易後に浅野長矩の私怨を晴らすために討ち入りを行った例を挙げて、皇国のために働いた結果、冤罪で朝敵とされた藩主毛利敬親のために長防臣民は七生報国の忠義を尽くすべきである、という内容や、戦争の正当性、戦争の目的を領民に説いている。

## 結果
従来は藩内の「士」（士族と義勇兵のみ）が危機意識を抱いていた状態であったが、「民」（領民）にも危機意識が芽生えた。民衆の不満は長州藩の支配層から幕府に向けられ、古来より多発していた領内一揆が収まるという効果を発揮した。個人単位では長州征伐において領民の志願兵増加、物資・駐屯地提供、諜報活動の協力などの活動が盛んに行われた。